# Exocentrus adspersus
Exocentrus adspersus es una especie de escarabajo longicornio del género Exocentrus, subfamilia Lamiinae. Fue descrita científicamente por Mulsant en 1846.
Se distribuye por Albania, Alemania, Austria, Bélgica, Bosnia y Herzegovina, Bulgaria, Córcega, Croacia, España, Francia, Grecia, Hungría, Italia, Luxemburgo, Moldavia, Polonia, República Árabe Siria, Rumania, Rusia europea, Sicilia, Eslovaquia, Eslovenia, Suecia, Suiza, Chequia, Turquía, Ucrania y Yugoslavia. Mide 4,5-8 milímetros de longitud. El período de vuelo ocurre en los meses de abril, mayo, junio, julio y agosto.